# Peja
Peja, de son vrai nom Ryszard Andrzejewski (né le 17 septembre 1976 à Poznań), est un rappeur polonais. Il est le créateur du Slums Attack (1993) avec Iceman, et Ski Skład (2000-2004) avec Wiśnia. Dans l'album Zwykła Codzienność, Iceman quitte Slums Attack.
Peja collabore avec Born Juices, Bolec, Wiśnia, WWO, Zipera, Glon, Włodi, Hemp Gru, Popek, Sweet Noise, Gural, Nagły Atak Spawacza.

## Biographie
En 1993, avec Marcin « Iceman » Maćkowiak, alors connu sous le nom de DJ Def, il fonde le groupe musical Slums Attack. Les musiciens enregistrent leurs premiers morceaux chez eux, sur un magnétophone à cassettes. Toujours en 1993, ils sortent leur premier album intitulé Demo Staszica. En 1995, leur deuxième démo intitulée Demo Studio Czad sort, suivie un an plus tard par le premier album studio du duo intitulé Slums Attack, publié à compte d'auteur. Les enregistrements de cet album s'inspirent du courant américain du gangsta rap. En 1996, ils sortent le single Mordercy, qui annonce le deuxième album de Slums Attack. En juin 1997, l'album Zwykła codzienność est publié par PH Kopalnia. Dans le cadre de la promotion, le premier clip vidéo de l'histoire du groupe est réalisé. La première diffusion de l'enregistrement a lieu dans l'émission Klipol de la télévision polonaise. En 1997, Marcin quitte Slums Attack, mais reste membre officiel du groupe.
En 2013, Peja se concentre sur ses activités d'édition et le recrutement de nouveaux membres pour le label RPS Enterteyment,,. Il participe également en tant qu'invité à des albums de rappeurs tels que Viruz, RDW, Dixon37, Kroolik Underwood et Paluch. En tant que duo Slums Attack, ils sortent en octobre et décembre 2013 deux compilations intitulées 20/20 Evergreen, publiée à l'occasion du 20e anniversaire du groupe, et B-Sides, contenant des morceaux enregistrés entre 1997 et 2012. L'album 20/20 Evergreen fait ses débuts à la deuxième place du classement OLiS.
De janvier à septembre 2014, Peja et le duo de producteurs White House travaillent sur l'album intitulé Książę aka. Slumilioner, qui fait ses débuts à la deuxième place du classement OLiS. Le 3 décembre 2014, l'album est certifié disque d'or, avec 15 000 exemplaires vendus. Le chanteur du groupe My Riot, Piotr « Glaca » Mohamed, le chanteur du groupe Nekromer – Hellfield, l'artiste solo Marek Dyjak et les rappeurs Kroolik Underwood, Dono, Azyl, Śliwa, Bezczel, RDW, Jeru the Damaja, AZ, De2s, Toony, Gandzior et Greckoe. Le 2 mars 2016, l'album est certifié disque de platine.
En 2023, Slums Attack fête ses 30 ans d'existence. À cette occasion, Peja donne des concerts pour célébrer cet anniversaire. Aux côtés du rappeur, se sont produits sur scène : DJ Decks, Hemp Gru, Sokół, Liroy, Lukasyno, Iceman, Zbuku, Floral Bugs, Szymi Szyms, Kobra, Miły ATZ, Intruz, Gandi Ganda, Lord Willin, Graca, DVJ. Rink, Lasio Companija et DJ Danek,.

## Discographie

### Clips
- 1997 : Czas przemija
- 2001 : I kto ma lepiej (feat. RDW)
- 2002 : Być, nie mieć (feat. Wiśnia)
- 2002 : Głucha noc (feat. Medi Top, Mientha)
- 2002 : Mój rap, moja rzeczywistość
- 2002 : Właściwy wybór/Randori
- 2002 : Jest jedna rzecz - Teledysk promujący płytę Na legalu?
- 2003 : Jeden taki dzień (feat. Sweet Noise)
- 2003 : Kto?! (feat. Pięć Dwa)
- 2004 : Dzień zagłady (feat. Wiśnix, Fu)
- 2005 : Kurewskie życie
- 2005 : Reprezentuje biedę (feat. Sokół)
- 2005 : Brudne myśli
- 2005 : Co Cię Boli?!
- 2006 : Szacunek ludzi ulicy'
- 2007 : SLU Trzy litery/Duchowo mocny
- 2007 : Stoprocent tour 2007 (feat. Kaczor, Gural, Pih, Borixon, Miodu, Sobota, Kajman)
- 2007 : Kiedy proszę

### Avec Slums Attack
- 1996 : Slums Attack
- 1997 : Zwykła codzienność
- 1999 : Całkiem nowe oblicze
- 2000 : I nie zmienia się nic
- 2001 : Na legalu?
- 2005 : Najlepszą obroną jest atak
- 2006 : Fturując
- 2006 : Szacunek ludzi ulicy
- 2011 : Reedukacja'
- 2012 : CNO2
- 2014 : Na legalu?
- 2017 : Remisja
- 2019 : 25_Godzin

### Avec d'autres
- ???? : Rita (Aifam Klika)
- 1999 : Parafun - Jedna Siła Jeden Cel
- 2000 : Świntuch - Świntuszenie
- 2001 : Various Artists - Blokersi Soundtrack
- 2002 : Owal/Emcedwa - Rapnastyk
- 2002 : Magiera and L.A. - Kodex
- 2002 : WWO - We własnej osobie
- 2003 : 52 Dębiec - P-Ń VI
- 2003 : Sweet Noise - Revolta
- 2003 : Włodi - Jak nowonarodzony
- 2003 : DJ Decks - Mixtape Vol.3
- 2004 : Analogia - Esensja czysta
- 2004 : Zipera - Druga strona medalu
- 2005 : Glon - NLB - Nieznośny luz bycia
- 2005 : Wojciech Schmidt - Moja gra
- 2006 : Waco - Sampler vol.1
- 2006 : Deszczu Strugi - Mixtape Prosto
- 2007 : Brahu - Wchodzę do gry
- 2007 : Fu - Krew i Dusza
- 2007 : Gural & Matheo - Manewry Mixtape Z Cyklu Janczarskie Opowieści
- 2007 : White House - Kodex III: Wyrok
- 2007 : Gandi Ganda - My, ulica i rap
- 2007 : Sandra - Wszystko albo nic
- 2014 : De2s - La vie est un featuring/Życie jest featuring'iem